# 馬車

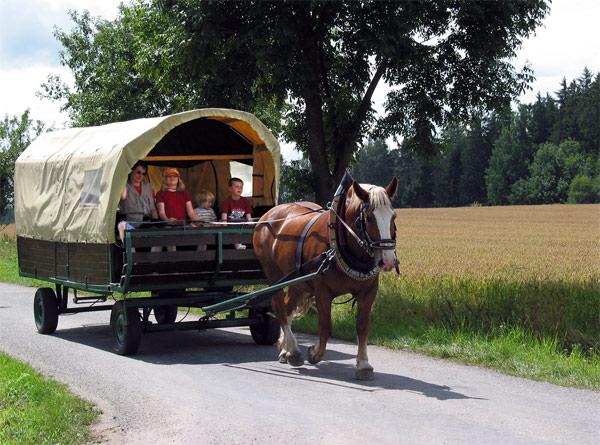
馬車（チェコ、2005年）

馬車（ばしゃ）とは、人を乗せたり、荷物を運搬したりする目的で馬などに引かせる車両である。ウマだけでなく、ロバやラバなどに引かせることもある。
現在は世界的に自動車にとって代わられつつあるが、農業の機械化が進展していない国や地域の農村部では、現在でも荷馬車を日常的に見ることができる。

## 歴史

### 紀元前

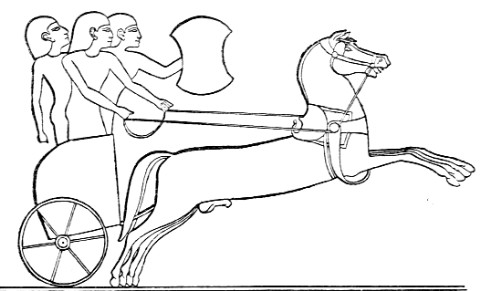
ヒッタイトのチャリオット。古代エジプトのレリーフ

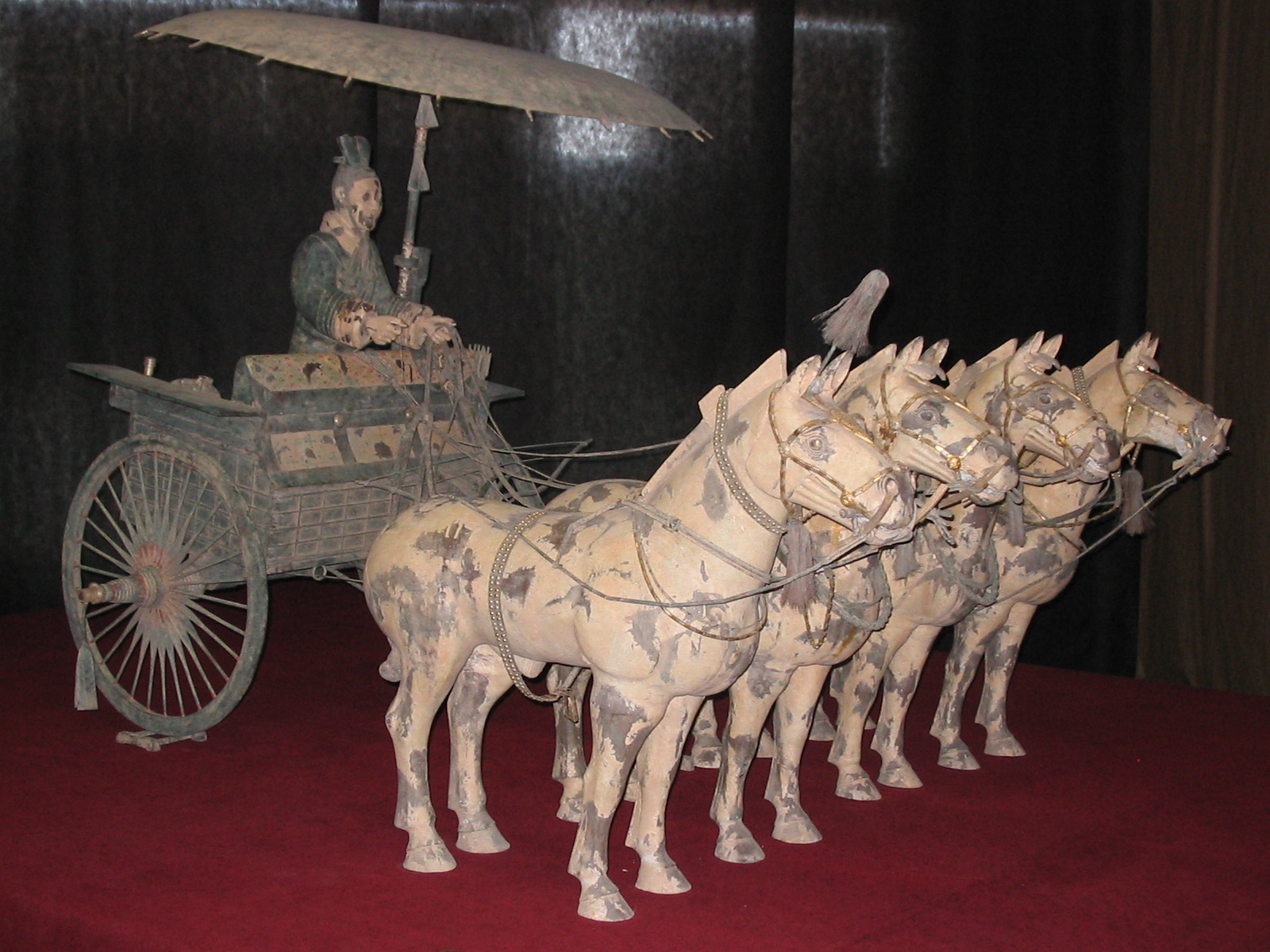
轀輬車 - 秦始皇帝陵兵馬俑坑出土兵馬俑

馬車がいつ何処で発明されたか明らかではないが、（紀元前2600年から紀元前1800年あたりの）インダス文明の遺跡であるハラッパーからは、轍（わだち）がある道路跡が発掘されている。 
紀元前2800年から2700年の古代メソポタミアの遺跡から、馬車の粘土模型が発掘されている。この模型は2頭立て2輪のチャリオットであった。戦車は古代オリエント世界と古代中国の商（殷の墳墓から戦車とウマの骨が多数出土）から周時代などで広く用いられた。
紀元前3000年頃の青銅器時代にコロの原理から車輪が生まれ、それが紀元前2000年頃の鉄の発明と結びついて、組み立て車輪の馬車が誕生した。
古代ローマでは戦闘用として戦車が用いられたほか、娯楽として戦車競走が盛んに行われた。現在のローマ市にあるナヴォーナ広場は当時の戦車競技場の跡地であり、広場全体の形が当時の競技場のまま残されている。映画『ベン・ハー』で描かれた戦車競技が良く知られている。
また、古代ローマの帝政期には、帝国全土にはりめぐらされたローマ街道を用いた郵便馬車制度が整備された。この郵便馬車は4輪であった。ローマ帝国が衰退すると、都市間の道路網の整備が行き届かなくなり、馬車の発展を妨げた。

### 中世
14世紀のハンガリーでは、紐や鎖で座席を吊り下げた懸架式の馬車が登場し、17世紀にはばねによるサスペンションを備えた馬車が登場した。
16世紀後半には、ヨーロッパ諸宮廷において馬車の使用が新しい流行として広まり、同世紀末までに馬車は貴族階級の主要な移動手段となり、宮廷儀礼においても馬車が重要な役割を果たすようになった。こうした馬車の急速な普及により、馬車のための諸設備が必要となり、建築や都市計画にも影響を与えていった。
1625年、ロンドンに辻馬車が登場。ほどなく、パリにも登場している。辻馬車は、走行時間によって料金が設定されていたが、19世紀にはメーターが導入されたことにより、走行距離によって料金が示されるようになる。このシステムはタクシーに引き継がれた。
1662年、ブレーズ・パスカルはパリで乗合馬車「5ソルの馬車」を創業する。これは現代のバスに相当するもので、世界初の都市における陸上公共交通機関とされる。安価で正確な運行により、好評を博した。
18世紀に入ると、ヨーロッパの主要都市間を結ぶ駅馬車が整備されてくる。例えばパリ－リヨン間の駅馬車であるdiligenceは、夏は5日、冬なら6日で、両都市間を結んだ。

### 19世紀以降

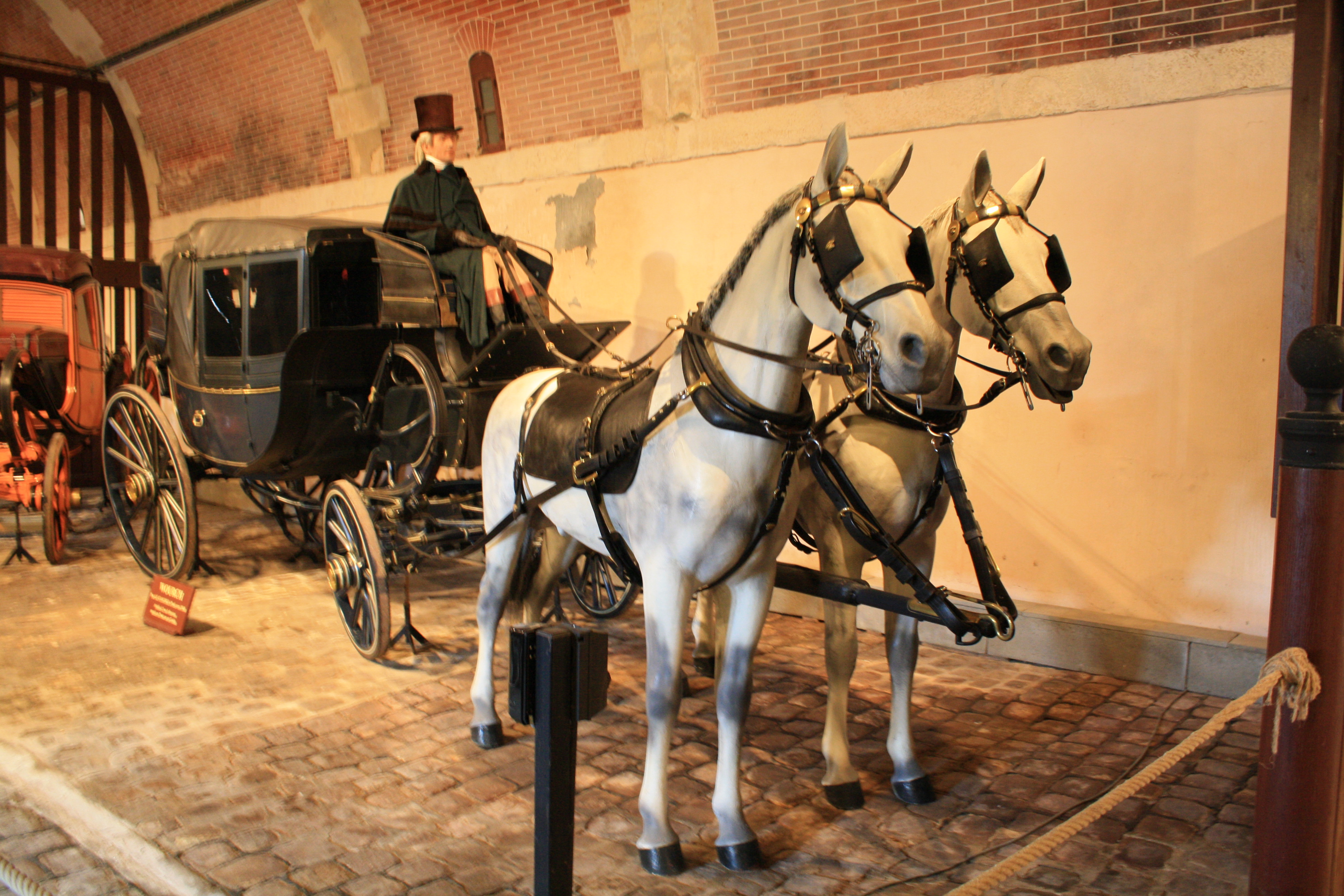
フランス、:fr:Vaux-le-Vicomteの博物館に展示されている1840年ころの馬車。

産業革命を受け鉄路が安価になると、19世紀にウマを動力として鉄道を走る馬車鉄道が発明された。しかし、蒸気機関車が発明されたことから、馬車鉄道は早期に衰退した。蒸気機関車発明後もどこでも自由に移動できる馬車はヨーロッパの都市部で盛んに利用された。また、19世紀のパリでは、「昼は2人乗りの二輪馬車、夜は箱型四輪馬車」を所有することが富裕層のステータスでもあり、悪路の多いパリでは衣服を汚さない馬車の利用が上流階級の証だった。
イギリスでは辻馬車であるハックニーキャリッジのうち、エンジンで走行するものは車体が黒色に塗られており、一般にブラックキャブ(black cabs)と呼ばれていた。現在ではロンドンタクシーの通称ともなっている。

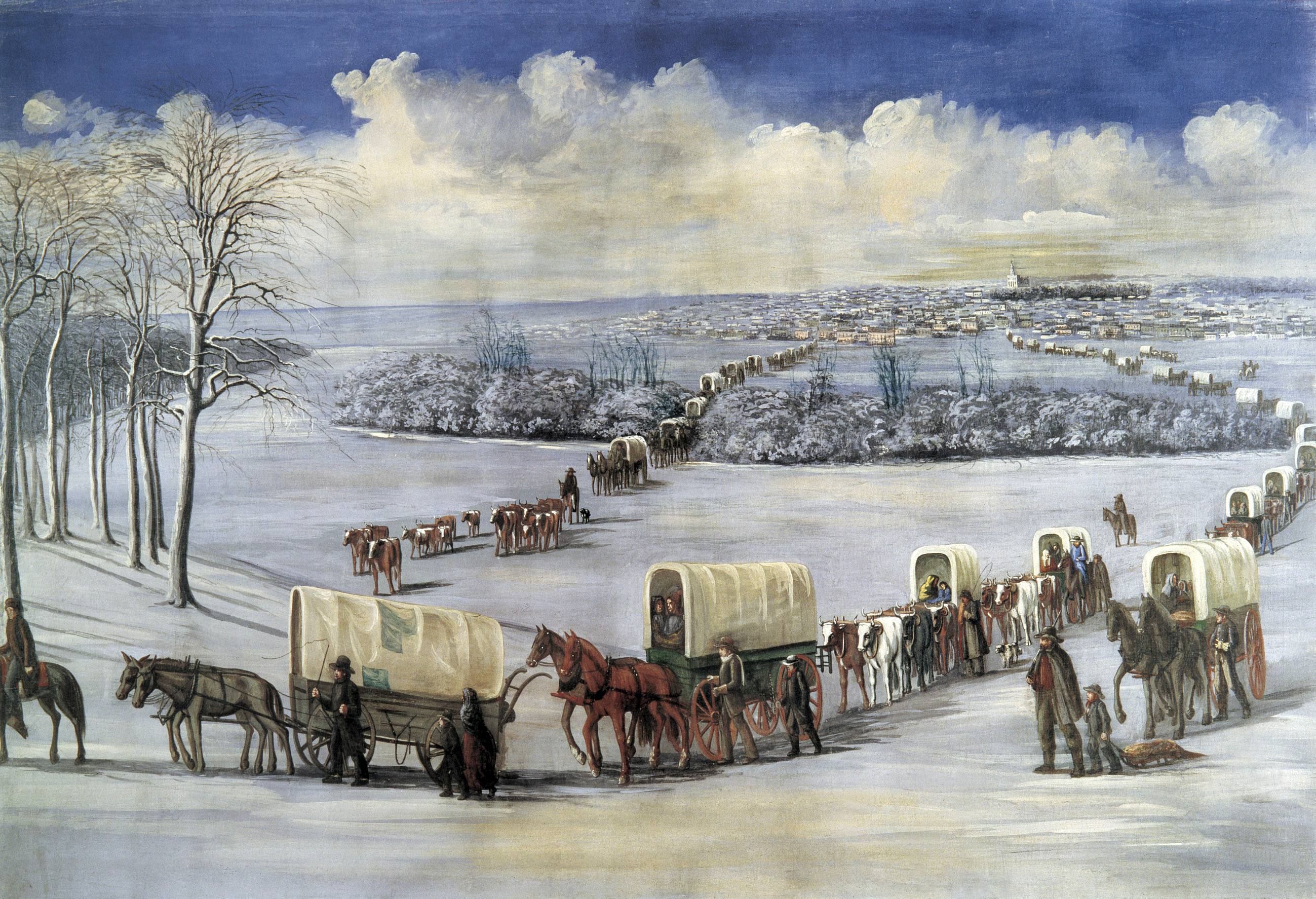
モルモン教徒が、イリノイ州ナヴーから氷結したミシシッピ川を幌馬車で越える情景(1878年作)

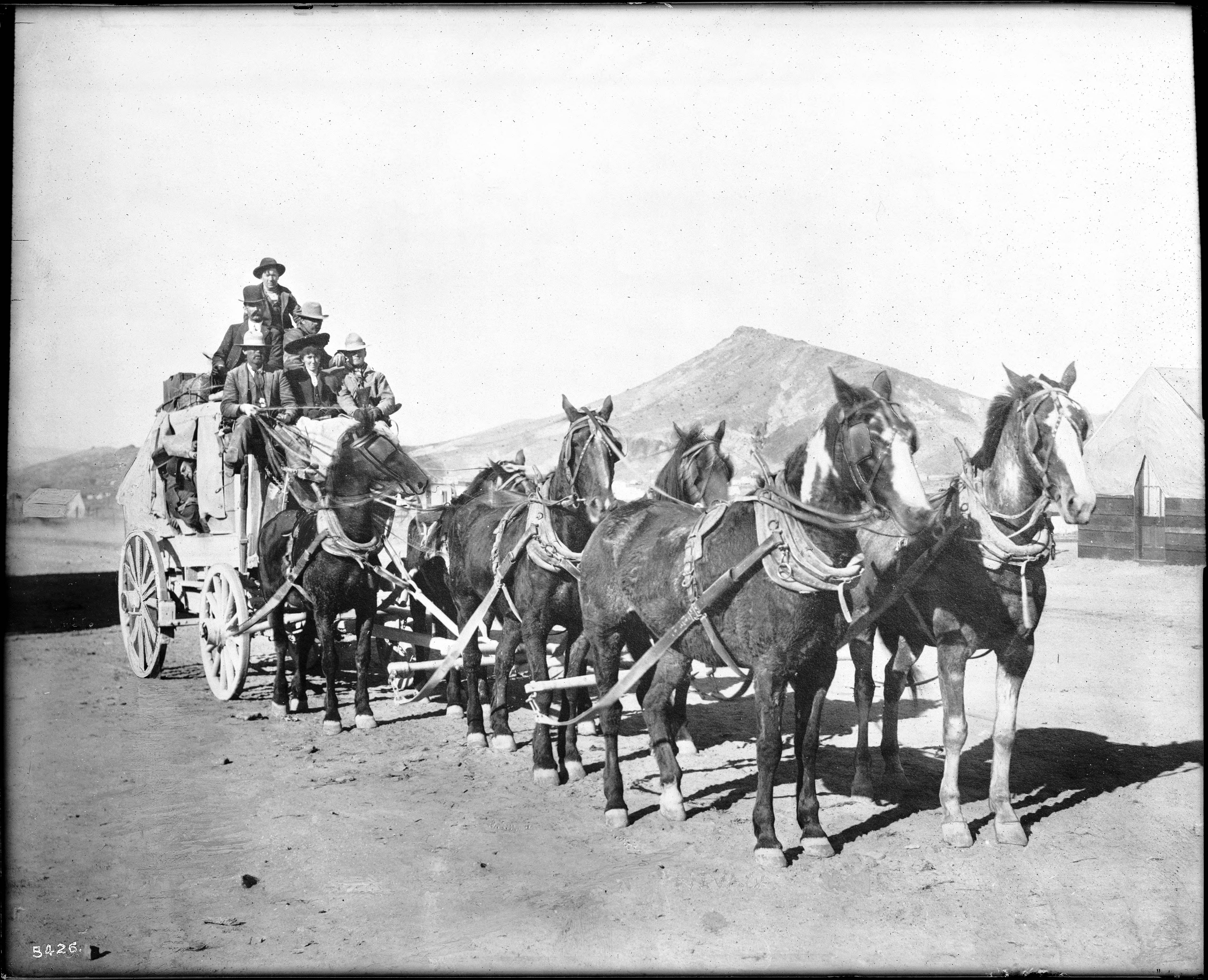
1905年、米国 ネバダ州にて。

またアメリカ合衆国では西部開拓が盛んになり、開拓民は幌馬車隊を組んで西部に向け移住していったが、19世紀後半には鉄道網が発達し、さらには、その後、馬車の車体を改造し蒸気機関を搭載した蒸気自動車やガソリン等を燃料にしたエンジンを搭載した自動車が発明されたことにより、馬車は陸上交通機関の主役の座を奪われ、急速に衰退していった。
アメリカ合衆国のアーミッシュはその教義・信念によって自動車を運転しないため、現在も馬車を実用的な交通機関として使っている。米国の道交法に違反しないよう、方向指示器などを取り付けている。
競馬競技においては競走馬のうしろにある繋駕車（一人乗りの二輪馬車）に乗って競走をする繋駕速歩競走が、広く世界各地で開催されている。

### 近年
馬が厳しい気象条件にさらされたり、交通に驚いたり、硬い地面を歩くことで脚に障害を負ったり、疲弊して倒れたりすることなど、動物福祉の観点から問題提起されるようになっている。ローマ、ブリュッセルなどは動物保護の観点から馬車を禁止した。2025年にはスペインのマラガ市が馬車を廃止し電動自動車へ切り替えることを発表。

## 様々なタイプ

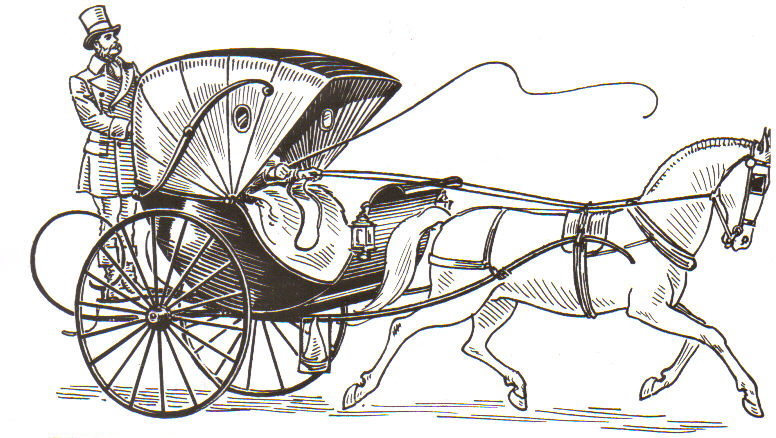
イギリスのカブリオレ

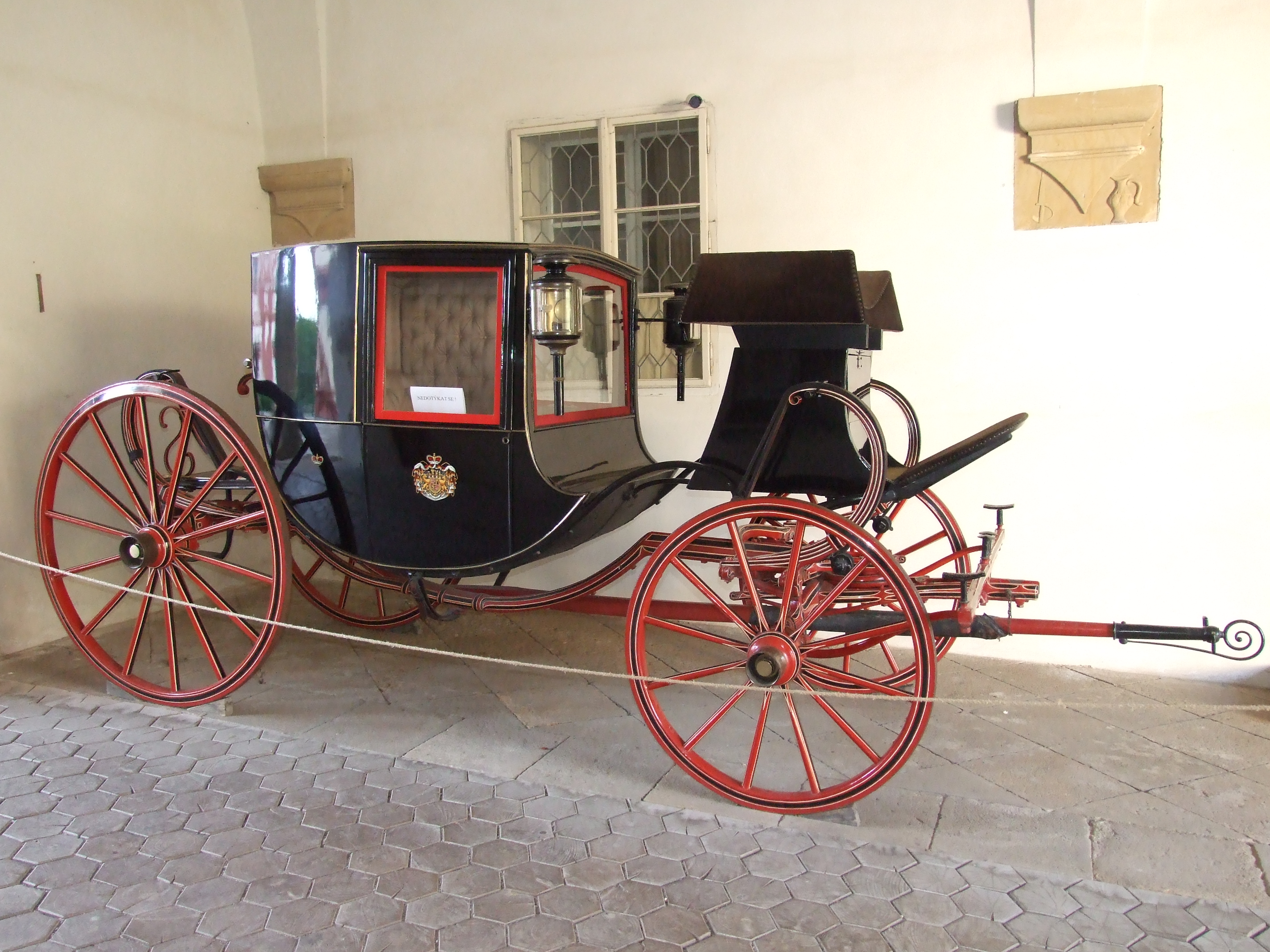
クーペ

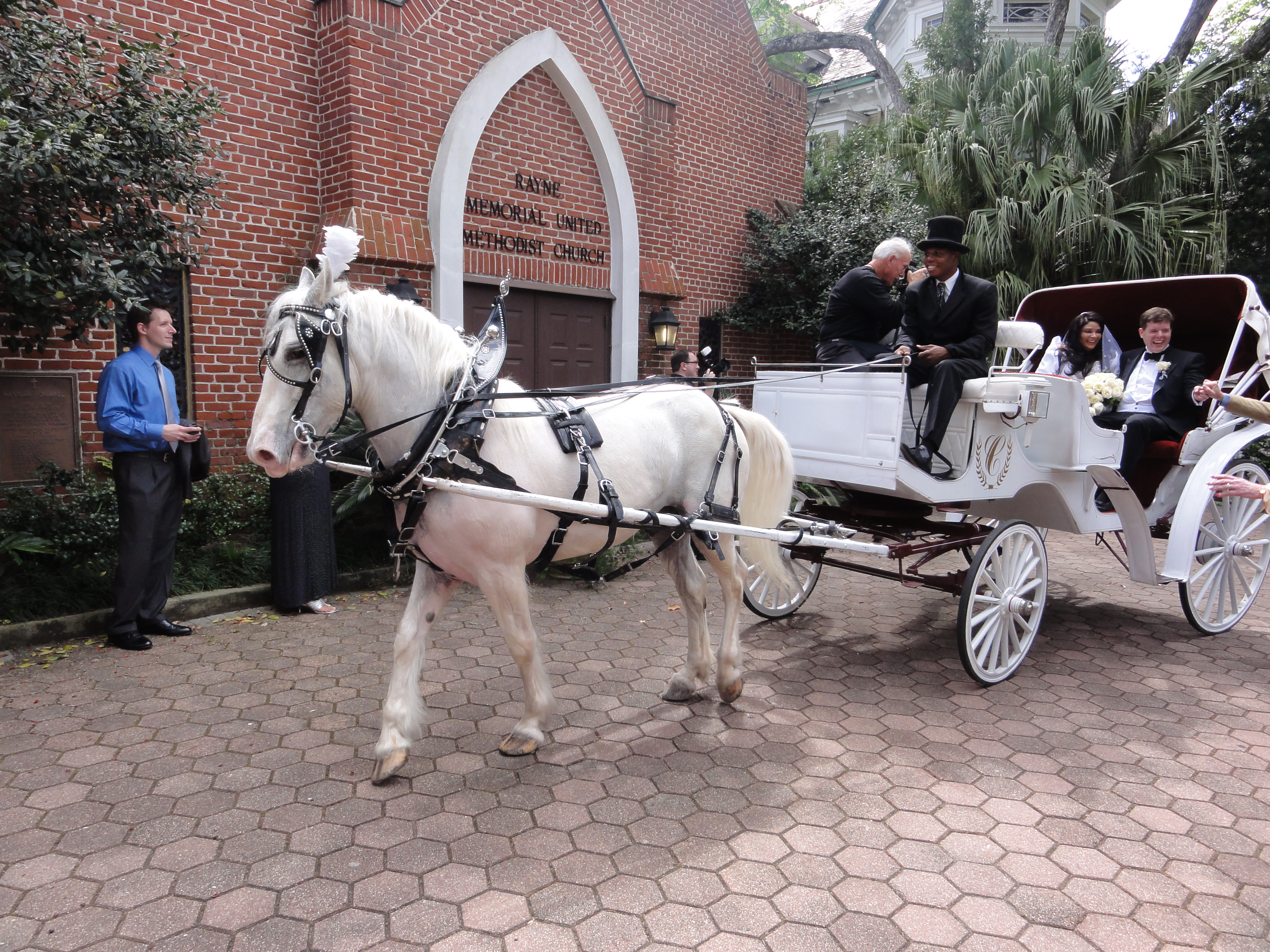
キャリッジ。

馬車の形状や用途ごとに次のような分類がされることがある。ただし、厳密な分類体系があるというわけではなく、一部は重なる。また所有者の地位や趣味なども反映された。
- バギー (buggy) - 1頭立ての軽装馬車
- カブリオレ (cabriolet) - 1頭立ての2輪幌馬車
- キャラバン (caravan) - 大型の幌馬車
- キャリッジ (carriage) - 2頭または4頭立ての4輪馬車
- キャリオル (cariole) - 1頭立ての小型馬車
- チャリオット (chariot) - 古代の2輪戦車、または18世紀の4輪軽馬車
- コーチ (coach) - 4頭立ての4輪大型馬車
- クーペ (coupé) - 2人乗りの4輪箱型馬車
- ワゴン (wagon) - 通常2頭立て以上の4輪荷馬車
- カート (cart) - 1頭立ての2輪荷馬車
- コネストーガ幌馬車 - 18世紀後半から19世紀に北米で使用された、河川の横断なども考慮された幌馬車

バギー、カブリオレ、クーペ、ワゴンなど、自動車の分類に引き継がれた呼称もある。
アジア
- 轀輬車（中国語版） - 中国の春秋戦国時代、秦代、漢代の王侯貴族が乗っていた馬車。秦の始皇帝の御車を模した像として、銅車馬2台が秦始皇帝陵から出土している。
- 玉輦、玉輅、乗輿、金根車 - 中国の天子が乗る車
- 軺車 - 中・下級官僚が乗る開放的な馬車

## ギャラリー

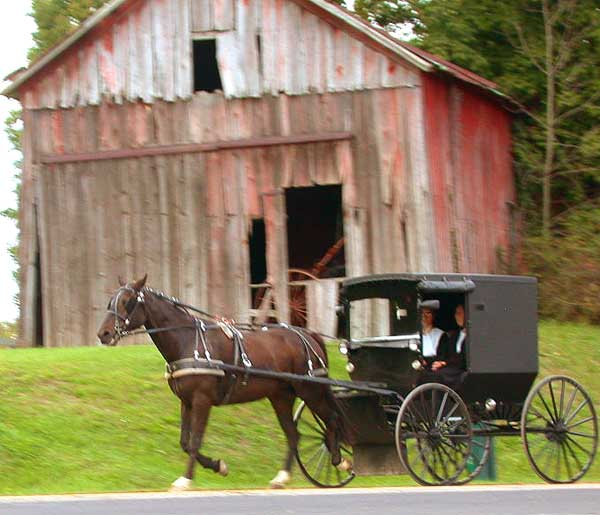
アーミッシュの馬車 （オハイオ州ホームズ郡）
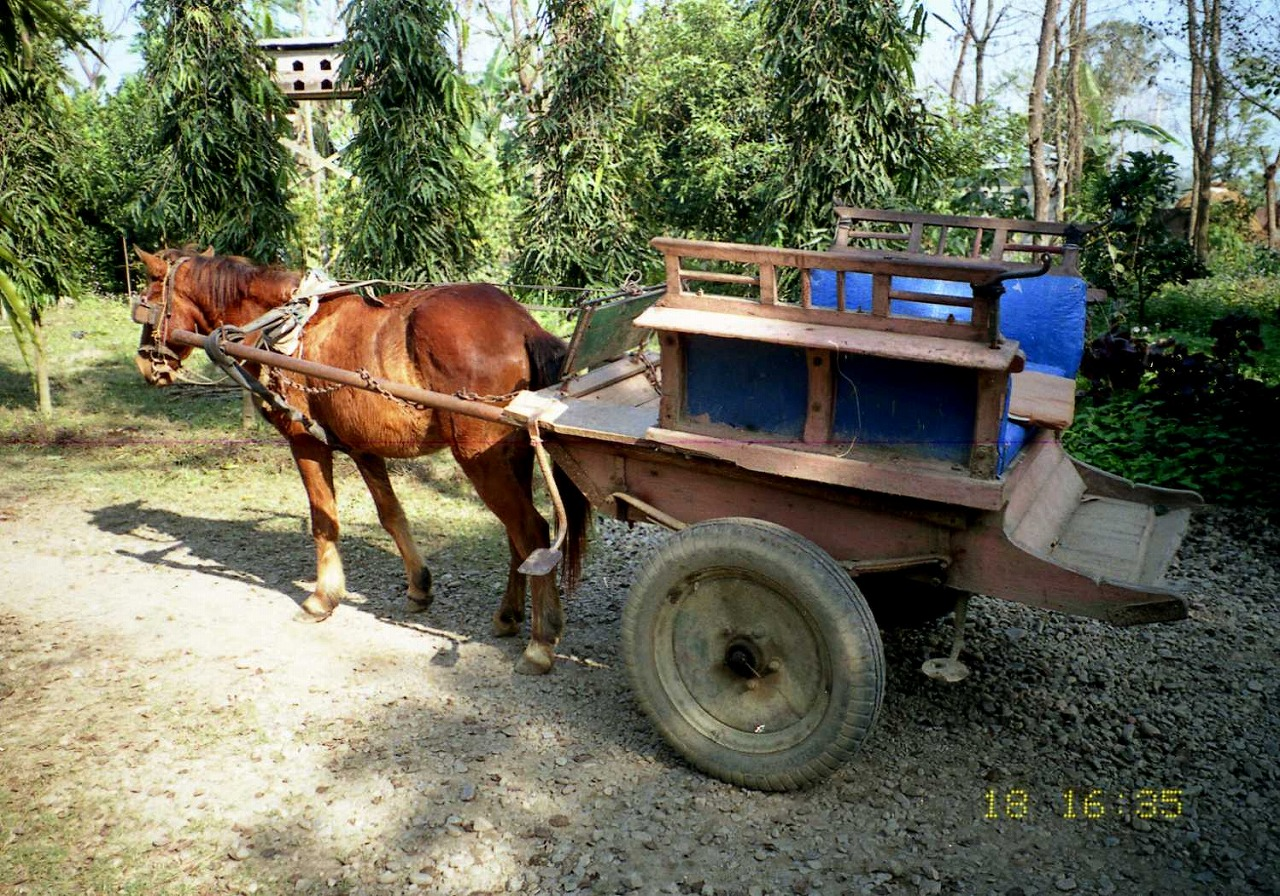
ホテル送迎用（ネパールロイヤル・チトワン国立公園）
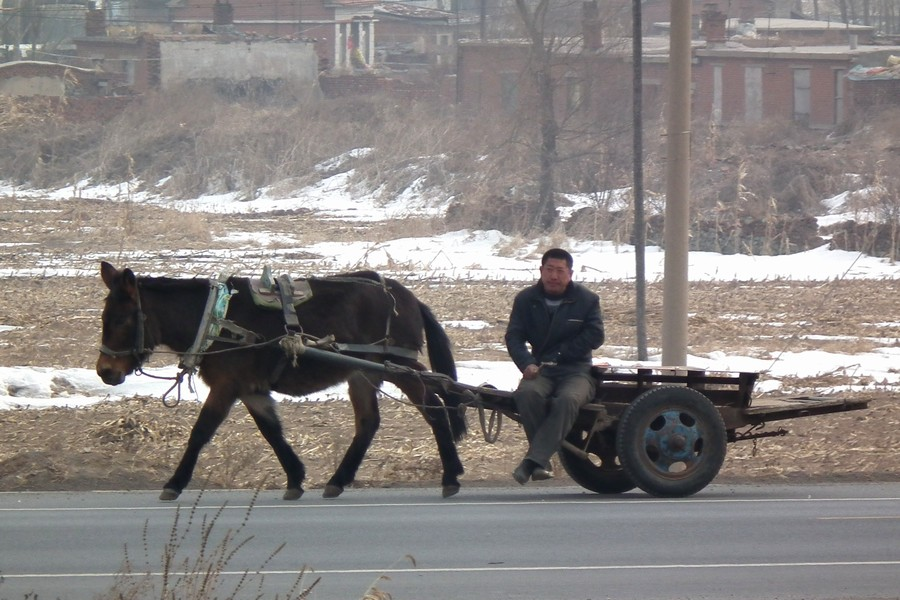
中国遼寧省鉄嶺市。
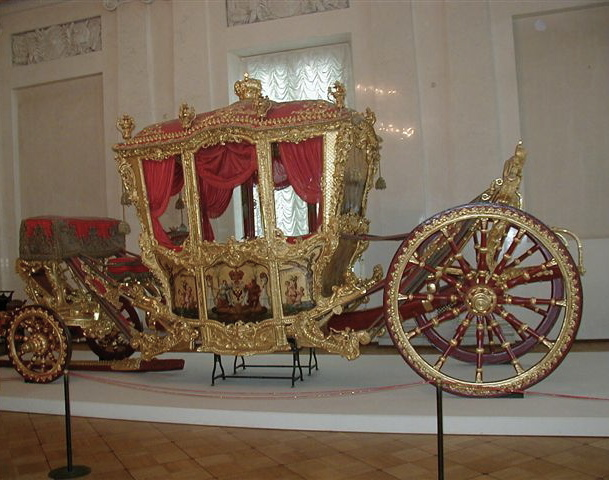
ロシア、エルミタージュ美術館に展示されている豪奢な馬車

## 護衛
ヨーロッパでは、18世紀から19世紀に馬車を護衛する犬としてキャリッジドッグが使われていた。品種としてはグレートデンとダルメシアンが多く使われた。
イギリスの地方領主は馬車が轍にとられたり障害物に衝突しないよう、馬車と併走するフットマンという使用人を雇用していた。18世紀中頃になると道路状況や郵便網の発達で不要になったが、家事使用人の役職名として残っている。

## 日本と馬車

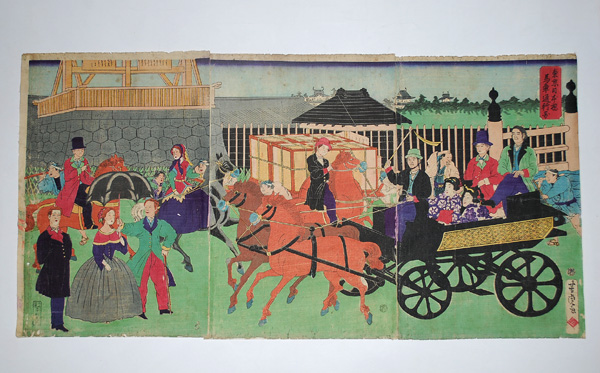
歌川芳虎画、明治時代の馬車

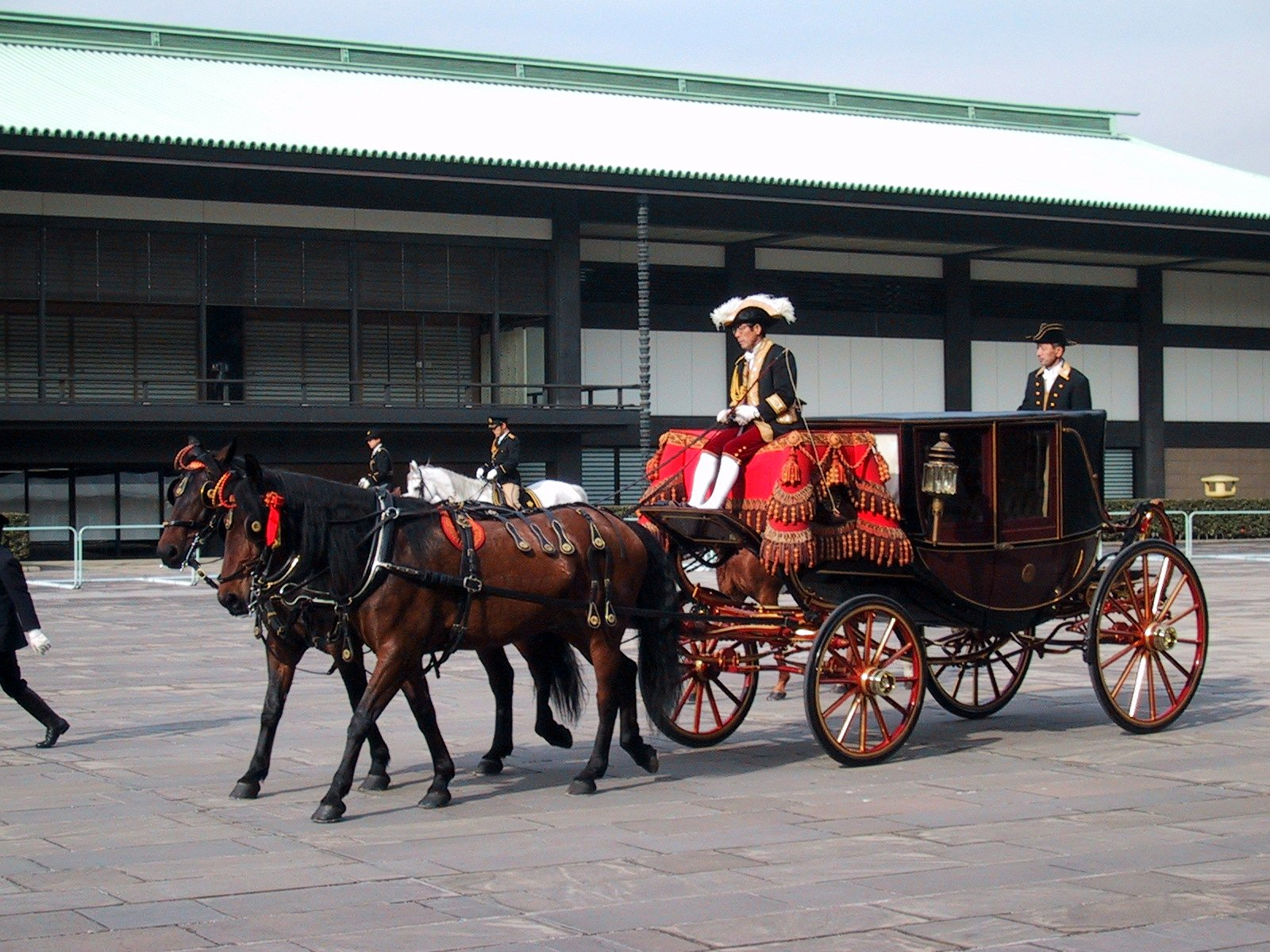
信任状捧呈式の馬車

古代中国で馬車より騎馬への転換が完了した時期に日本へウマが伝来したために騎馬の文化は普及したが、馬車の文化は普及しなかった。一方、ウシを用いた牛車は近世期でも使われていたものの、ウマの引く車は明治時代まで存在しなかった。慶応2年10月1日、幕府は、江戸市中および五街道に荷物輸送のために馬車を利用することを許可した。1869年から東京-横浜間を乗客輸送用として乗合馬車の営業を開始させたのを機に馬車が普及し日本各地で広まり、農業や資材輸送・軍事など各分野で、重量物の輸送に広く使われた。1872年4月11日、東京府は馬車の利用者の増加にともない馬車規則を定めた。明治13年12月には「馬車取締規則」が作られ、乗合馬車は1匹立て6人、2匹立て10人までと乗車制限が設けられた。1881年4月1日、内国通運会社は、東京大阪間に郵便および荷物輸送馬車の定期路線を開始した。明治15年(1882年)にはレールの上を馬車が走る「馬車鉄道」が東京で始まり、電気による鉄道が普及する以前の交通機関として地方でも広く普及した。 1882年4月1日、西北社は、東京・高崎・前橋・坂本（碓氷）間で郵便物・旅客・貨物の馬車輸送を開始した（游龍軒など従来の乗合馬車業者が合同したもの）。
旧日本陸軍では終戦まで機械化が進まず、補給や大砲の牽引に多くのウマを使用した。陸軍では明治36年(1903年)に軍用荷馬車の規格を統一し、三六式輜重車として制式化した。これはウマ一頭で引くもので、荷物の積載量1.5トン、速度4.5kmと、人間の歩く速度なみであった。
現在では馬車は基本的に自動車に取って代わられ儀礼的な行事や観光などでのみ用いられる。王皇族の結婚式では馬車によるパレードが行われる。また、各国から来日した特命全権大使等は、信任状捧呈式のための参内に際に明治生命館前から宮殿南車寄までの大通りを宮内庁が差遣わす儀装馬車か自動車どちらかに乗って移動する。ほとんどの大使は騎馬警官によって警護されて馬車に乗って移動することを希望している。
日本の道路交通法では軽車両として扱われる。ただし、馬車鉄道は路面電車として扱われる。

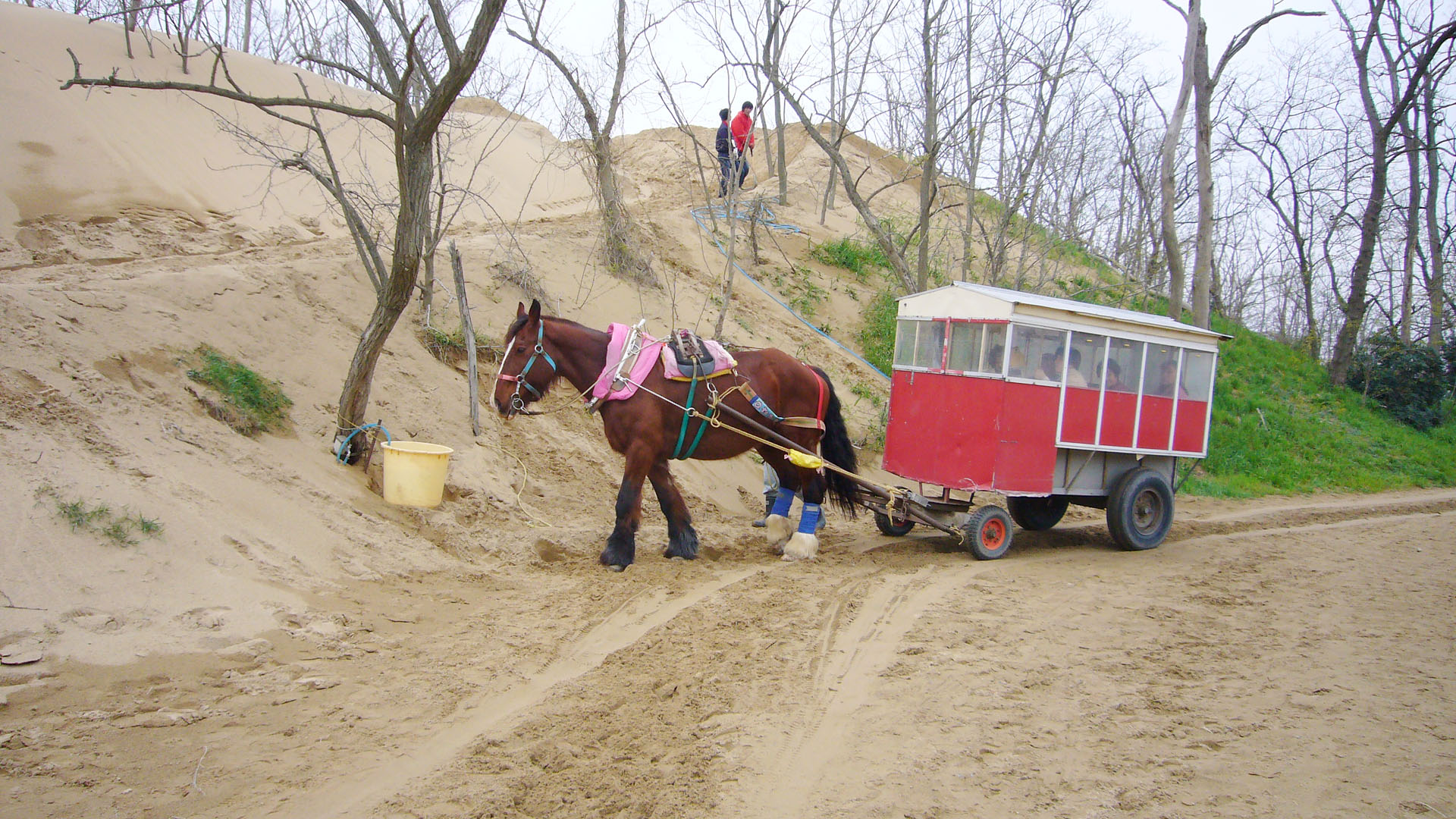
観光用（鳥取砂丘）
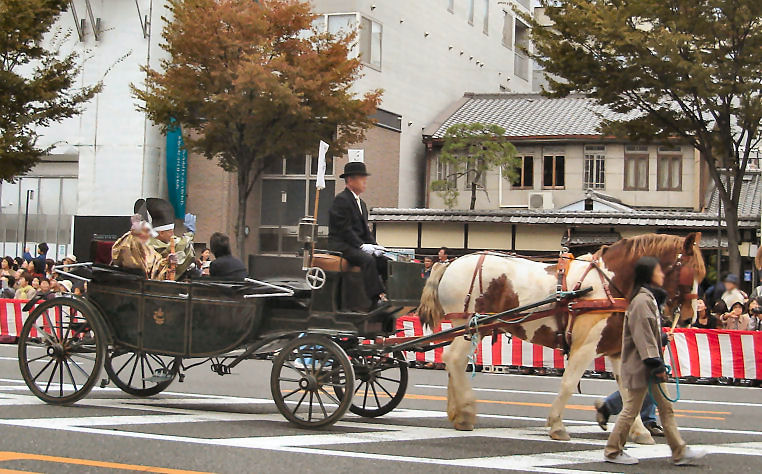
祭の行列（時代祭）
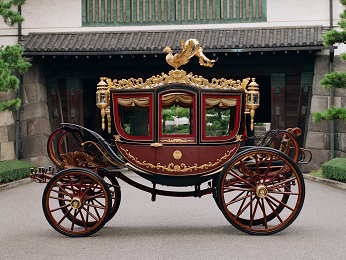
天皇が乗る儀装馬車1号

## 関連法律（税金など）
アメリカでは、大統領ジョージ・ワシントンが独立戦争の費用のために富裕層から税金を取ることを考え、そこで1794年にぜいたく品であった馬車へ税金をかけた。当時の最高税率は、コーチに10ドル、チャリオットに8ドルなどが決められ、未納には罰金が科された。1976年に農民のハミルトンから最高裁判所でアメリカ史上初の再審理を引き出した一連の裁判Hylton v. United Statesが起き、さまざまな議論が起きた。最終的に個人用にのみ課税され、商業・農業用には課税がかからなくなった。
イギリスで馬車で客を運ぶ場合は、運用規則に関するテストをクリアして、タクシーとしての免許が必要である。
スコットランドでは、1785年‐1798年にかけて、2輪・4輪の馬車に税金がかかっていた。
日本では、明治6年1月に国税として馬車・人力車・牛車・大八車に課税された。明治29年の税制改正に伴い、国税としての車税は廃止されたが、地方税として存続する府県もあった。昭和26年、道路運送車両法でそれらは軽車両の扱いとなっている。